# Волтер Щерб'як
Волтер Щерб'як (старший) (англ. Walter Szczerbiak Sr., нар. 21 серпня 1949, Гамбург, ФРН) — американський професіональний баскетболіст українського походження, що грав на позиції легкого форварда. Батько баскетболіста Воллі Щерб'яка. 2008 року включений до 50-ти найвпливовіших фігур у Європейському клубному баскетболі за останні 50 років.

## Ранні роки
Народився 1949 року у Гамбурзі в українській родині. Батьки Волтера були українцями, які після Другої світової війни опинилися у таборі для біженців у Західній Німеччині, де і познайомились. Згодом сім'я переїхала до Піттсбурга, США.

## Ігрова кар'єра
Навчаючись в університеті Джорджа Вашингтона, грав за університетську команду «Колоніалс». 1971 року був обраний на драфті командою НБА «Фінікс Санз» під загальним 65 номером. Того ж 1971 року був задрафтований командою з АБА «Даллас Чапарралс».
Вибравши кар'єру в НБА, сезон 1971-1972 провів у команді «Піттсбург Кондорс». Згодом приєднався до «Кентуккі Колонелз», але через деякий час виключений зі складу.
1973 року перейшов до іспанського «Реалу», з яким тричі вигравав Євролігу (1974, 1978, 1980), тричі Інтерконтинентальний кубок ФІБА (1976, 1977, 1978) та чотири рази — чемпіонат Іспанії (1974, 1975, 1976, 1977). 